# Strathalbyn
Strathalbyn är en ort i Australien. Den ligger i kommunen Alexandrina och delstaten South Australia, omkring 45 kilometer sydost om delstatshuvudstaden Adelaide. Antalet invånare är 4 731.
Runt Strathalbyn är det mycket glesbefolkat, med 6 invånare per kvadratkilometer.. Strathalbyn är det största samhället i trakten. 
Trakten runt Strathalbyn består till största delen av jordbruksmark. Genomsnittlig årsnederbörd är 729 millimeter. Den regnigaste månaden är juni, med i genomsnitt 133 mm nederbörd, och den torraste är december, med 21 mm nederbörd.